# Трусов, Борис Константинович
Борис Константинович Трусов (1 января 1919, Рыбинск — 2 марта 1970, Ленинград, СССР) — советский футболист, нападающий, игрок в хоккей с мячом.

## Биография
До Великой Отечественной войны обучался в лётной школе. В мае 1947 года провёл три матча в чемпионате СССР за ленинградский «Зенит» — дома против «Динамо» Киев (4:3), в гостях против «Динамо» Минск (2:1) и ВВС Москва (1:3). В 1948 году выступал за ленинградский «Судостроитель». Играл за команду г. Пензы, за команду хоккея с мячом «Спартак» Ленинград.
Скончался на 51-м году жизни от гипертонической болезни во время тренировки команды одного из ленинградских заводов. Похоронен на Северном кладбище.